# 레놀라
레놀라(이탈리아어: Lenola)는 이탈리아 라치오주 라티나도에 위치한 코무네다.